# Caligus rogercresseyi
Caligus rogercresseyi är en kräftdjursart som beskrevs av Geoffrey Allen Boxshall och Freddy Bravo 2000. Caligus rogercresseyi ingår i släktet Caligus och familjen Caligidae. Inga underarter finns listade i Catalogue of Life.